# Frontera entre Uruguay y Brasil
La frontera entre la República Oriental del Uruguay y la República Federativa de Brasil es una franja de tierra ubicada al sur del estado brasileño de Río Grande del Sur, y se extiende por 1068 km, desde la triple frontera Brasil-Argentina-Uruguay, al norte, hasta la desembocadura del arroyo Chuy, punto extremo meridional del Brasil. En total, la frontera tiene 608,4 km en ríos y canales, 140,1 km en lagunas, 57,6 por líneas convencionales y 262 km por divisoria de aguas.

## Historia
Por la Convención Preliminar de Paz firmada entre el Imperio del Brasil y las Provincias Unidas del Río de la Plata el 27 de agosto de 1828, en Río de Janeiro, se acordó la independencia del actual Uruguay respecto de los actuales Brasil y Argentina. La independencia del Uruguay quedaría definitivamente sellada el 4 de octubre del mismo año cuando, en Montevideo, las naciones firmantes canjearon las ratificaciones del tratado. La Convención Preliminar de Paz fue el resultado de reuniones que celebraron representantes de las naciones firmantes desde el 11 de agosto, con la mediación de Inglaterra.

## Tratados de límites
Los límites entre el Estado Oriental del Uruguay y el Imperio del Brasil se fijaron por el tratado firmado el 12 de octubre de 1851. Sin embargo, dicho tratado tiene antecedentes de controversia y los límites originales variaron, básicamente a favor de Brasil. El primer antecedente es el llamado Tratado de la Farola firmado el 30 de enero de 1819 por Juan Francisco Giró y Juan José Durán, regidor del Cabildo de Montevideo con el Reino Unido de Portugal, Brasil y Algarve, que había invadido la Provincia Oriental. Por este tratado se cedió la soberanía de las Misiones Orientales a Brasil, a cambio de la erección de un faro en el Puerto de Montevideo. Los territorios allí cedidos fueron luego recuperados temporalmente durante la Guerra rioplatense-brasilera (1825-1828). Los límites septentrionales reclamados eran, al Norte, las nacientes del río Negro (incluyendo la ciudad de Bagé o Valles); al Noreste, el río Piratiní; y, al Noroeste, el río Ibicuy.
En 1820, el Reino Unido de Portugal, Brasil y Algarve designó a Carlos Federico Lecor capitán general y gobernador de los territorios invadidos de la Provincia Oriental, cambiándole el nombre por el de Provincia Cisplatina (lo que hacía suponer que los portugueses buscaban crear una provincia Transplatina en Buenos Aires). Producida la independencia de Brasil, la guarnición de Montevideo se declaró fiel al rey de Portugal. Pero Lecor, después de algunas semanas de dudas, decidió declararse súbdito del emperador Pedro I de Brasil. Esa situación se formalizo en 1821 cuando un congreso de uruguayos, el llamado Congreso Cisplatino, votó la incorporación de la Provincia Cisplatina a ese imperio. 
El acta de incorporación fijó los límites de la nueva provincia. Los límites que se fijaron fueron: por el este, el Océano Atlántico; por el sur, el Río de la Plata; por el oeste, el río Uruguay; y por el norte el río Cuareim hasta la Cuchilla de Santa Ana. En ese acto, territorios tradicionalmente pertenecientes a la Banda Oriental, como las Misiones Orientales, fueron anexados definitivamente a la jurisdicción del estado de Río Grande del Sur.
En 1851 se celebró el tratado básico en forma desventajosa para Uruguay en virtud de la necesidad del gobierno de obtener ayuda militar y económica de Brasil. Ambos países renunciaron a ciertas pretensiones: Uruguay a los límites fijados en el acta de incorporación de 1821 y que hacían referencia al Tratado de San Ildefonso de 1777, y Brasil al acuerdo Cabildo-Lecor. Además, se estableció como base para regular los límites el uti possidetis, consistente en que los estados seguirían poseyendo lo que ya poseían. Al momento de la firma del tratado, Uruguay terminaba de salir de una guerra civil, conocida como Guerra Grande. La paz de la Guerra Grande se firmó el 8 de octubre de 1851. Según el acuerdo, Uruguay quedaba bajo el control del Gobierno de la Defensa, que se comprometió a convocar elecciones a la brevedad posible.
El tratado establecía, además, excepciones al uti possidetis, en virtud de que ciertos propietarios brasileños en la región fronteriza tenían interés en continuar bajo soberanía brasileña, a pesar de quedar en territorio uruguayo. Se determinaron, por lo tanto, tres zonas dentro del territorio uruguayo que quedarán bajo soberanía brasileña: el Rincón de Artigas, el Rincón de Santa Victoria, y el Trapecio de Bagé. También quedaron bajo soberanía brasileña las islas ubicadas en la desembocadura del río Cuareim, incluida la isla Brasilera, la cual Uruguay objetó en 1928 que geográficamente no se encontraría en la desembocadura, sino que en el río Uruguay, y por lo tanto no debía ser brasileña. También se estableció la exclusiva navegación por parte de Brasil de la laguna Merín y el río Yaguarón y se cedió al Brasil una zona de media legua en una de las márgenes del río Cebollatí, a los efectos de la construcción de un puerto.
En el Mitchell’s New General Atlas publicado por Augustus Mitchell, Jr., hijo del geógrafo estadounidense S. Augustus Mitchell, en 1860 se puede apreciar cuáles serían los límites previos a la firma del tratado de 1851.
En 1852, con la mediación de Argentina, se lograron modificar ciertos aspectos del tratado: renuncia brasileña a la media legua y supresión del Rincón de Santa Victoria. La mayor crítica realizada por Uruguay al tratado fue la exclusividad de navegación brasileña en la laguna Merín. La política uruguaya al respecto fue tendiente a obtener la navegación de la laguna.
En 1857 se firmó un Tratado de Comercio y Navegación, en el cual se reconoció la mutua conveniencia en las relaciones entre ambos países en abrir la navegación de la laguna Merín y el río Yaguarón, pero luego de estudios llevados a cabo por Brasil. Este tratado no fue ratificado.
El 30 de octubre de 1909 se firmó el Tratado de la laguna Merín, por el cual Brasil cedió a Uruguay la navegación libre en la laguna Merín y el Yaguarón y, además la plena soberanía sobre la mitad de esas aguas, divididas por el criterio de la línea media, del talweg o una línea convencional quebrada según los casos.
El 7 de mayo de 1913 se firmó una convención modificando el límite en el arroyo San Miguel. El 20 de diciembre de 1933 se estableció el Estatuto Jurídico de la Frontera y el 21 de julio de 1972 se intercambiaron notas reversales sobre el frente marítimo a la altura de la desembocadura del arroyo Chuy.

## Límites actuales[9]
Sector 1 - Río Cuareim

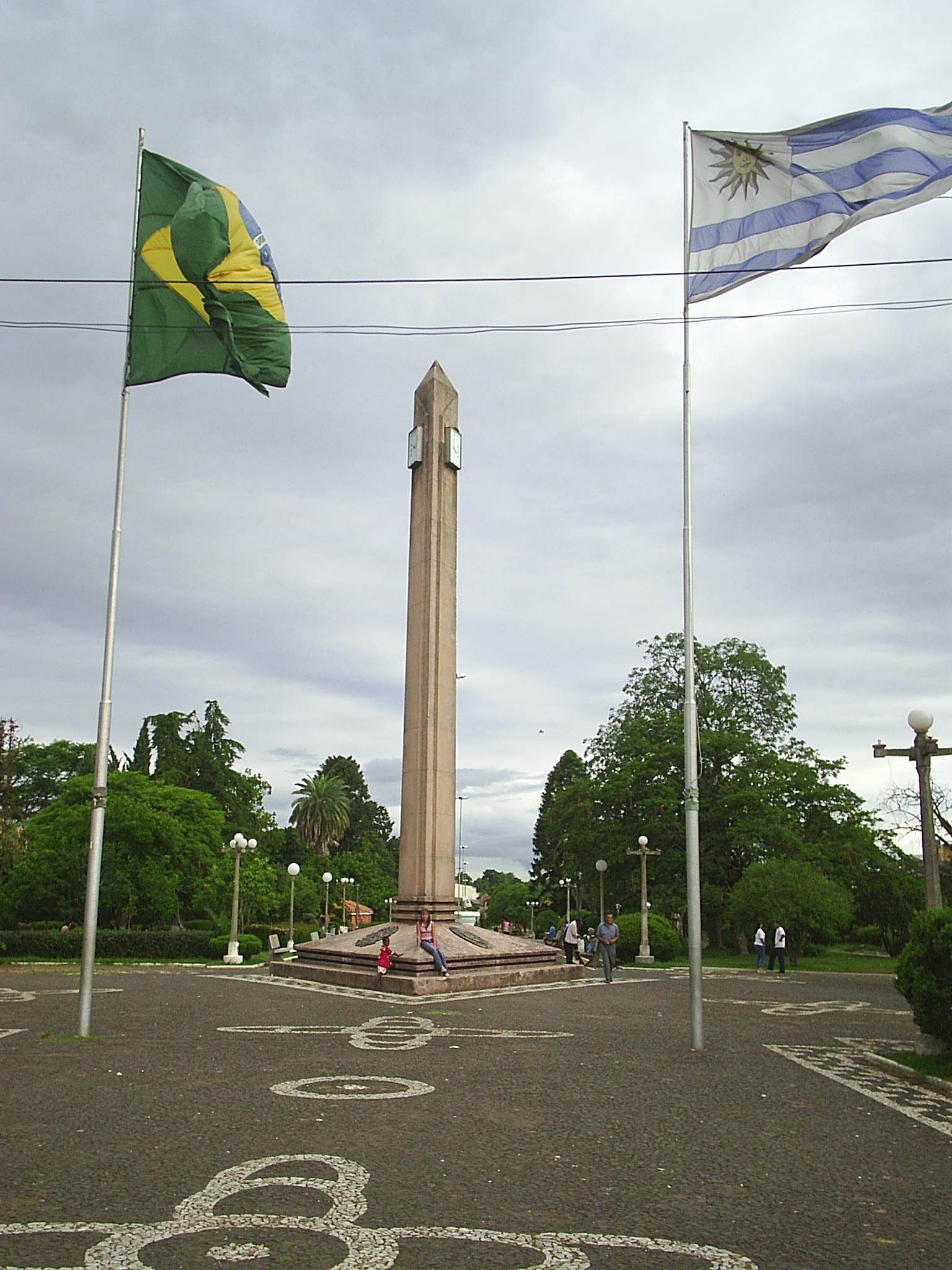
Frontera de la Paz, límite entre las ciudades de Santana do Livramento y Rivera.

- En la confluencia de los ríos Uruguay y Cuareim, en el sector de la isla Brasilera, no existe acuerdo total entre ambos países ("límite contestado").
- En el río Cuareim, desde la Isla Brasilera hasta la desembocadura del arroyo de la Invernada, las aguas son comunes (álveo).
- En el sector comprendido entre los arroyos de la Invernada, Maneco y cuchilla Negra, es "límite contestado" (véase Rincón de Artigas).

Sector 2 - Cuchilla Negra
- En las cuchillas Negra y Santa Ana (hasta la Cañada del Cementerio) se sigue la divisoria de aguas, excepto en el tramo comprendido entre el marco Sobradinhio y el Cerro de las Canteras, es decir, entre las ciudades de Rivera y Santana do Livramento: aquí se ha marcado una línea convencional (una calle).

Sector 3 - Cañada del Cementerio - Río Yaguarón
- Desde la Cañada del Cementerio hasta la confluencia con la Cañada de la Cerrillada se utiliza como límite el álveo; sigue una línea recta hasta la parte norte del arroyo San Luis.
- En el sector del bañado se ha establecido una línea convencional hasta el arroyo San Luis.
- En el San Luis hasta su desembocadura en el río Negro se vuelve al álveo.
- Desde la barra del arroyo San Luis hasta las nacientes del arroyo de la Mina, en la Cuchilla Grande, se ha demarcado una línea recta convencional.
- En el arroyo de la Mina se utiliza el álveo, mientras que en el arroyo Yaguarón Chico, desde que desemboca en él el arroyo de la Mina, hasta su desembocadura en el río Yaguarón y en este río hasta antes que vierta sus aguas en la laguna Merín, el límite se establece en la línea media.
- En el bajo Yaguarón, por ser navegable, el criterio cambia y se rige por el talweg.

Sector 4 - Laguna Merín - Arroyo Chuy
- Desde la desembocadura del río Yaguarón en la laguna Merín se establece una línea convencional recta, hasta un punto situado frente a Punta Muniz; entre dicho punto y Punta Parobé, es el talweg.
- Desde Punta Parobé hasta Punta Rabotieso es una línea quebrada convencional.
- Desde aquí hasta la barra del arroyo San Miguel, se sigue la línea media, inclusive en el arroyo, hasta el lugar denominado Paso Real del San Miguel.
- Desde este paso hasta el Paso Real del arroyo Chuy, el límite es una línea recta convencional que separa a su vez las localidades Chuy o Chui (aquí es una calle).
- Desde el arroyo Chuy hasta su desembocadura en el Océano Atlántico, se consideran las aguas comunes (álveo).

Sector 5 - Océano Atlántico
- El límite lateral marítimo toma como referencia la línea que parte del faro Chuy en forma perpendicular a la línea de costa. Esta línea forma un ángulo de 128º con el meridiano que pasa por el faro. Se extiende hasta las 200 millas.

## Ciudades de la frontera

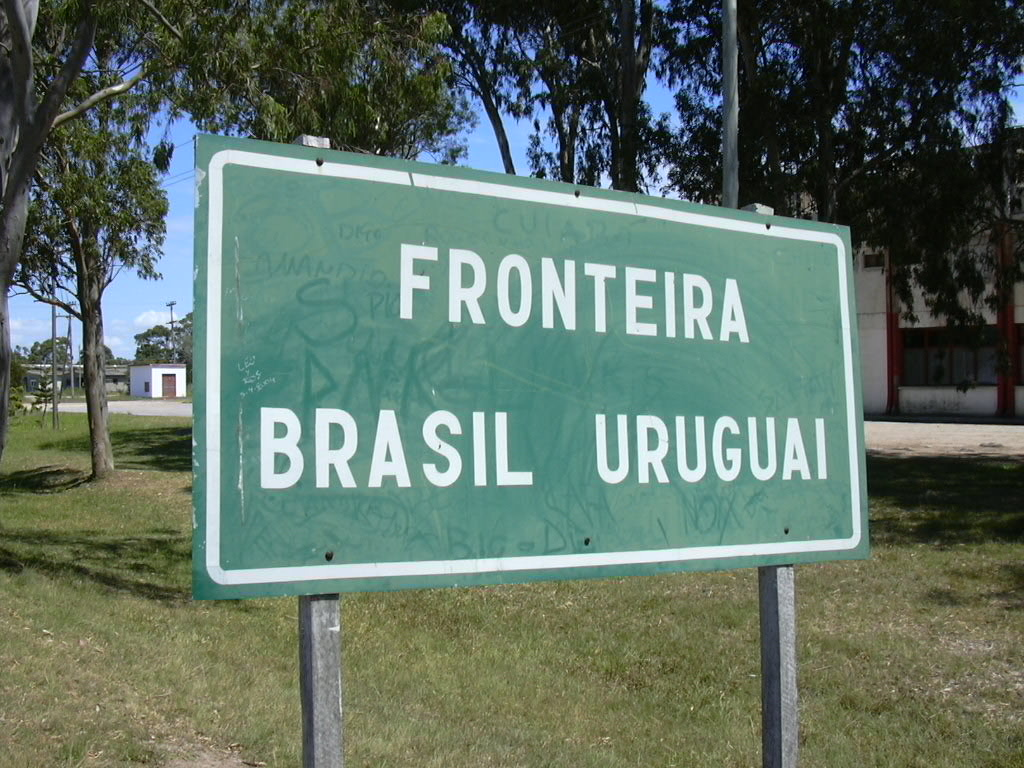
Frontera Uruguay-Brasil a la altura de la localidad de Chuí.

Las ciudades más importantes de la frontera Brasil-Uruguay son:
- Bella Unión - Barra do Quaraí, unidas por el Puente Internacional Bella Unión - Barra do Quaraí (carretero y ferroviario).
- Artigas - Quaraí, unidas por el Puente Internacional de la Concordia (750 m) sobre el río Cuareim.
- Rivera - Santana do Livramento, separadas por la avenida 33 Orientales, del lado uruguayo, y avenida João Pessoa, del lado brasileño, y también por Av. Paul Harris, que tiene este nombre en los dos lados, en la conocida como Frontera de la Paz.
- Aceguá - Aceguá, separadas por la Avenida Internacional.
- Río Branco - Jaguarão, unidas por el Puente Internacional Barón de Mauá (340 m) sobre el río Yaguarón.
- Chuy - Chuí, separadas por una avenida común. Esta avenida tiene el nombre de avenida Brasil del lado uruguayo, y de avenida Uruguay del lado brasileño.

## Límites contestados por Uruguay

### Isla Brasilera
La isla Brasilera es una pequeña isla fluvial, de unos 3,7 km de largo y 0,9 km de anchura (2,8 km²), perteneciente al municipio de Barra do Quaraí en el Estado de Río Grande del Sur de Brasil. Se encuentra ubicada a 30°11′6″S 57°37′48″O / -30.18500, -57.63000 en la desembocadura del río Cuareim en el río Uruguay en el punto de encuentro de las fronteras de la Argentina, Brasil y Uruguay. 
Uruguay reclama desde 1940 que la isla fue erróneamente adjudicada al Brasil al ser demarcada unilateralmente la frontera entre ambos en 1862, señalando que la isla se halla en el río Uruguay y no en el río Cuareim, por lo que debería pertenecer a su departamento de Artigas, lo cual no es aceptado por Brasil. En opinión del Gobierno uruguayo la isla y el tramo del río Uruguay en que se encuentra se halla sin delimitar entre Argentina y Uruguay, pues este país y Brasil no tienen fronteras comunes en ese río. De acuerdo a esa opinión, el punto trifinio en que se encuentran los límites de los tres países debería hallarse al este de la isla y no al oeste como han acordado Argentina y Brasil.
En 1974 por medio de un decreto, el gobierno del Uruguay ordenó que en los mapas oficiales la isla aparezca como "límite contestado". Uruguay continuó enviando notas al Brasil reclamando la demarcación de la isla: el 17 de agosto de 1988, el 4 de diciembre de 1989, el 22 de octubre de 1990 y el 28 de julio de 1997, sin aceptación brasileña.

### Rincón de Artigas
El Rincón de Artigas es un territorio de 237 km² ubicado al norte de Uruguay y al sur del Brasil, dentro del Municipio de Santana do Livramento en el Estado de Río Grande del Sur. Uruguay considera que por un error en la demarcación del límite entre ambos países en 1856 ese territorio pasó en posesión brasileña en 1861, por lo que desde 1934 ha solicitado al Brasil la revisión de la demarcación fronteriza allí. Desde 1974 los mapas uruguayos señalan este territorio como "límite contestado" y consideran que debe pertenecer al departamento de Artigas.
Mediante notas de protesta ante el Gobierno del Brasil, Uruguay ha reclamado que sea revisada la posición del arroyo de la Invernada, que fue considerado limítrofe por el tratado de 1851. Brasil considera que el territorio le pertenece legalmente y desconoce las reclamaciones uruguayas considerando que no existe ningún litigio pendiente entre ambos países, por lo que hasta 2016 no acepta realizar conversaciones al respecto.

## Dialecto fronterizo
En algunas zonas de la frontera se habla un dialecto del idioma portugués conocido como portuñol riverense o, simplemente, portuñol. Se habla en ciudades como Artigas y Quaraí y más específicamente en la zona de las ciudades vecinas de Rivera (Uruguay) y Santana do Livramento (Brasil). El origen del portuñol puede remontarse a la época de la colonización portuguesa en la región norte de Uruguay, en la cual no estaba bien definido a quién pertenecían estos territorios, pasando de una corona a la otra de manera sucesiva. No solamente el portugués y el español tuvieron influencia sobre el portuñol, sino también las lenguas indígenas. 